# L'Incroyable Histoire de Winter le dauphin
Série
L'Incroyable Histoire de Winter le dauphin 2
(2014)
Pour plus de détails, voir Fiche technique et Distribution.
L’Incroyable Histoire de Winter le dauphin ou Histoire de dauphin au Québec (Dolphin Tale), est un film américain sorti en 2011, réalisé par Charles Martin Smith sur un scénario de Karen Janszen, dans lequel jouent Harry Connick, Jr., Ashley Judd et Morgan Freeman. Présenté sur les écrans par la Warner Bros en Amérique du Nord le 23 septembre 2011.
Le film est inspiré par l’histoire vraie d’un dauphin nommé Winter qui a été sauvé au large des côtes de Floride et pris en charge par l’association Clearwater Marine Aquarium ou CMA. Dans la réalité, le dauphin a été recueilli, non à Honeymoon Island Beach à Dunedin (près de Clearwater) mais à Mosquito Lagoon, au sud de New Smyrna Beach (qui fait partie de la côte de Cap Canaveral). Dans un premier temps, Winter fut amenée au Centre marin local puis il fut transféré plus tard à Clearwater Marine Aquarium, qui est situé à l'autre bout de l'État. Mais le Clearwater Marine Aquarium est le nom véritable de l'association.
Une suite a été réalisée en 2014 sous le titre L'Incroyable Histoire de Winter le dauphin 2.

## Synopsis
Sawyer Nelson (Nathan Gamble) est un jeune garçon solitaire de 11 ans qui vit avec sa mère depuis le départ de son père cinq ans auparavant. Son seul ami est son cousin Kyle, plus âgé que lui. Kyle est un excellent nageur et envisage de se présenter aux Jeux Olympiques de natation. Mais, n'ayant pas les moyens de payer ses études universitaires, il s'engage dans l'armée.
Un jour qu'il passe à vélo au bord de la plage en se rendant à ses cours d'été, Sawyer découvre un pêcheur tentant d'aider une femelle dauphin échouée et, en attendant les secours, il la libère des cordages du casier à crabes qui la maintenait prisonnière. Une équipe du centre Clearwater Marine Hospital (CMA) du Docteur Clay Haskett (Harry Connick, Jr.) recueille alors le dauphin pour le soigner.
Le lendemain et les jours suivants, Sawyer retourne au centre et fait la connaissance de Hazel (Cozi Zuehlsdorff), la fille du docteur Clay qui a son âge et ils deviennent amis. Comme le dauphin semble mieux réagir aux traitements lorsque le jeune garçon est présent, Sawyer intègre petit à petit l'équipe. D'abord contrariée par son absentéisme répété aux cours d'été, sa mère (Ashley Judd) comprend et soutient la passion de son fils et elle l'autorise à se rendre au centre.
Mais les lésions provoquées par le cordage à la queue du dauphin sont trop importantes et l'équipe du centre décide d'amputer la partie nécrosée, tout en sachant qu'une telle opération est très risquée et qu'elle n'a jamais été tentée. Après l'opération, Sawyer et Hazel commencent à réapprendre au dauphin, qu'Hazel a prénommée Winter, à nager sans son appendice.
Pendant ce temps, le cousin de Sawyer, Kyle, grièvement blessé lors d'une mission militaire revient aux États-Unis. Sawyer se fait une joie de le revoir, mais  Kyle, traumatisé, refuse tout contact avec sa famille et s'enferme dans le mutisme à l’hôpital militaire où il interdit toute visite.
A l'aquarium, malgré les soins qui lui sont prodigués, la santé de Winter se détériore car, pour pallier son absence de queue, le dauphin a mis au point une technique de nage qui déforme sa colonne vertébrale et, à terme, risque d'avoir de graves conséquences sur sa survie.
Malgré les ordres de son cousin, Sawyer, accompagné de sa mère, rend visite à Kyle. Celui-ci, en pleine séance de rééducation avec le Dr. Cameron McCarthy (Morgan Freeman), les reçoit mal mais Sawyer, voyant les miracles que le chirurgien plastique réussit avec d'autres militaires amputés, force sa timidité naturelle pour lui demander de venir au centre voir Winter. Devant l'enthousiasme du jeune garçon,le médecin que le défi intéresse, accepte de réaliser une prothèse destinée à remplacer la queue de Winter. Mais, lors du premier essai, le dauphin, furieux, se débarrasse de la prothèse et fracasse l'attelle contre les parois du bassin. Le Dr. Cameron, aidé de Sawyer qui passe tout son temps libre à apprendre tout ce que l'on sait sur les dauphins et leurs comportements, ne s'avoue pas vaincu et font d'autres tentatives jusqu'à ce que Winter finisse par accepter sa prothèse et apprendre à s'en servir.
Malheureusement, quelques jours plus tard, un violent cyclone s'abat sur la côte de Floride et une grande partie des installations du centre sont dévastées. Or, celui-ci avait déjà de grosses difficultés financières. Après sa remise en état par des bénévoles, le conseil d'administration se réunit et décide de vendre le centre à un riche acquéreur qui veut y installer un ensemble hôtelier.
Mais Sawyer et Hazel convainquent l'équipe du centre d'organiser une collecte de fonds et une journée portes ouvertes "Sauvez Winter". Kyle et son ancienne équipe de natation viennent en renfort et organisent une compétition au cours de laquelle le dauphin et les nageurs se mesurent à la course. La fête est un tel succès populaire que le nouveau propriétaire du centre propose à Clay de poursuivre comme chef de centre et, s'inspirant de l'expérience, de mettre au point un protocole qui permettra de rééduquer des patients amputés appareillés.

## Fiche technique
- Titre original : Dolphin Tale
- Titre français : L'Incroyable Histoire de Winter le dauphin
- Titre québécois : Histoire de dauphin
- Réalisateur : Charles Martin Smith
- Scénario : Karen Janszen et Charles Martin Smith
- Photographie : Karl Walter Lindenlaub
- Production : Robert Engelman, Richard Ingber, Broderick Johnson et Andrew A. Kosove
- Société de distribution : Warner Bros. (USA / International)
- Langue : anglais
- Genre : aventure
- Durée : 112 minutes
- Date de sortie :
  -  France : 2 novembre 2011

## Distribution
- Harry Connick Jr. (V.F. : Rémi Bichet et V.Q. : Frédéric Paquet) : Clay Haskett
- Ashley Judd (V.F. : Barbara Kelsch et V.Q. : Natalie Hamel-Roy) : Lorraine Nelson
- Nathan Gamble (V.Q. : Nicolas Poulin[1]) : Sawyer Nelson
- Kris Kristofferson (V.F. : Pierre Hatet et V.Q. : Vincent Davy) : Reed Haskett
- Cozi Zuehlsdorff (V.Q. : Gabrielle Thouin) : Hazel Haskett
- Morgan Freeman (V.F. : Benoît Allemane et V.Q. : Guy Nadon) : Docteur Cameron McCarthy
- Austin Stowell (V.F. : Tony Marot et V.Q. : Éric Bruneau) : Kyle Connellan
- Frances Sternhagen (V.Q. : Élizabeth Chouvalidzé) : Gloria Forrest
- Austin Highsmith (V.Q. : Kim Jalabert) : Phoebe
- Betsy Landin : Kat
- Juliana Harkavy : Rebecca
- Megan Lozicki : Brittany
- Tom Nowicki : Philip J. Holdern
- Jim Fitzpatrick : Max Connellan
- Kim Ostrenko : Alyce Connellan
- Michael Roark : Donovan Peck
- Richard Libertini : Pêcheur
- Ray McKinnon : Monsieur Doyle
- Ashley White : Sandra Sinclair
- Rus Blackwell : Coach Vansky
- Marc Macaulay (en) : Fitch
- Jennifer De Castroverde : Marx
- Denise Durette : Christina
- Vivian Ruiz : Virginia
- Laila Harris : Petite fille en fauteuil roulant
- Stacy Ann Rose : Mère de la petite fille
- Kurt Yaeger : Vétéran Tim
- Mike Maki : Vétéran Mike
- Mike Pniewski : Consultant prosthétique
- Nicholas Turner Martin : Tyran #1
- Carlos Guerrero Jr. : Tyran #2
- Paul Amadi : Ami de Kyle
- Charlotte Connick : Petite-fille de Holdern
- Winter : Winter
- Keri Maletto : Infirmière de Kyle

## Autour du film
- Dans la réalité, Winter a été amputée d'une partie beaucoup plus limitée de sa queue que dans le film.